# Samarsolfjäderstjärt
Samarsolfjäderstjärt (Rhipidura samarensis) är en fågel i familjen solfjäderstjärtar inom ordningen tättingar.

## Utbredning och systematik
Fågeln förekommer i Filippinerna, på öarna Bohol, Leyte och Samar. Den behandlas som monotypisk, det vill säga att den inte delas in i några underarter. Tidigare betraktades den vara samma art som blå solfjäderstjärt (R. superciliaris) och vissa gör det fortfarande.

## Status
IUCN kategoriserar den som livskraftig.